# 요시즈촌 (교토부)
요시즈촌(일본어: 吉津村)은 일본 교토부 요사군에 있던 촌이다. 현재의 미야즈시에 해당한다.

## 역사
- 1889년 4월 1일 - 정촌제 시행에 의해 2촌 1정의 구역을 가지고 성립하였다.
- 1954년 6월 1일 - 미야즈정, 군다촌, 후추촌, 히오키촌, 세야촌, 요로촌, 히가타니촌과 합병해, 미야즈시가 성립, 동일 요시즈촌은 폐지되었다.

## 교통

### 철도
- 일본국유철도
  - 미야즈선 (현 교토 탄고철도 미야마이선)

### 도로
- 국도 제176호선

## 참고문헌
- 角川日本地名大辞典 26 京都府